# Јоав Галант
Јоав Галант (рођен 8. новембра 1958) је израелски политичар и војни генерал у пензији. Члан је Кнесета за Ликуд, министар одбране је од 2022. Он је бивши командант Јужне команде у Израелским одбрамбеним снагама. Јануара 2015. је ушао у политику, учланивши се у нову странку Кулану. Након што је изабран у Кнесет, именован је за министра грађевинарства. Крајем 2018. прешао је у Ликуд. Галант је раније обављао функције министра Алије и интеграција и министра образовања .

## Биографија
Јоав Галант је рођен 8. новембра 1958.  у Јафи у породици пољских јеврејских имиграната. Фурма, његова мајка је преживела Холокауст која је као дете била на СС егзодусу .  Заједно са другим избеглицама из Егзодуса, Британци су је депортовали у Хамбург, а у Израел је стигла 1948. По занимању је била медицинска сестра. Његов отац, Мајкл, борио се против нациста као партизан у шумама Украјине и Белорусије, а такође је емигрирао у Израел 1948. године. Служио је у бригади Гивати у арапско-израелском рату 1948.У Галантовој младости, породица се преселила у Гиватајим, где је дипломирао пословни и финансијски менаџмент на Универзитету у Хаифи. 
Министар одбране Ехуд Барак је 2011. године поставио Галанта да наследи Габи Ашкенази на месту начелника Генералштаба .  

### Војна каријера
Галант је своју војну каријеру започео 1977. као поморски командос у Шајетету 13. Осамдесетих година 20. века, након шест година активне службе, преселио се на Аљаску и радио као дрвосеча .  Затим се вратио у морнарицу и служио на ракетном чамцу (укључујући позицију заменика команданта ИНС Кешета )  и поново у Шајетету 13. Године 1992, Галанта је тадашњи командант морнарице Ами Ајалон одредио за команду Шајетета 13, позицију коју је требало да преузме 1994. Галант је више волео да не студира током преостале две године, већ је уместо тога прешао у копнене снаге и 1993. преузео команду над територијалном бригадом Менаше дивизије Јудеје и Самарије .
Након што је три године служио као командант Шајетета 13, Галлант је прешао да командује дивизијом Газе. Такође је командовао резервном 340. оклопном дивизијом (формација Идан), а 2001. постао је начелник штаба Копнене војске Кине. Галант је стекао чин генерал-мајора када је постао војни секретар премијера 2002. Године 2005, Галлант је постављен за команданта Јужне команде. Током његовог мандата (који је трајао до 21. октобра 2010.), Хамас је 25. јуна 2006. покренуо прекогранични напад на Газу који је резултирао смрћу два војника ИДФ-а и хапшењем трећег, Гилада Шалита. Такође током његовог мандата, Израелске одбрамбене снаге су започеле операцију ливеног олова против Хамаса у појасу Газе од децембра 2008. до јануара 2009. године, чиме је поново привремено смањена Хамасова ракетна паљба, али такође поново нису успеле да пронађу и испоруче Шалита, који би на крају био размењен 2011. за 1.027 Палестинаца затворених у Израелу.      

### Кандидатура за начелника штаба
Министар одбране Ехуд Барак је 22. августа 2010. представио влади кандидатуру Галанта за место двадесетог начелника Генералштаба ИДФ-а. Очекивало се да ће добити унапређење.
Влада је 5. септембра 2010. одобрила именовање Галанта за шефа кабинета, а једино се противио министар Ликуда Мајкл Ејтан. Премијер Бењамин Нетањаху рекао је да је нови шеф ИД „доказао своју вредност током своје 33 године служења војног рока на фронту ИД“ и да се „доказао као храбар борац, одличан официр и одговорна и озбиљна борба командант“. Кабинет је такође одобрио Бараков предлог, према којем би Галант служио три године, дајући министру одбране овлашћење да додели четврту. 

### Министар одбране
Дана 8. августа 2023, Галант је упозорио да Израел неће оклевати да нападне Хезболах и „врати Либан у камено доба“ ако Израел буде нападнут. 
Дан касније., након почетка рата између Израела и Хамаса и напада Хамасових милитаната у Израелу, Галлант је рекао да је „наредио потпуну опсаду појаса Газе. Неће бити струје, хране, воде, горива Све је затворено. Боримо се са људским животињама и понашамо се у складу са тим.     
Дана 13. октобра 2023, Галант се састао са америчким министром одбране Лојдом Остином. Галант је позвао Палестинце да евакуишу северну Газу, укључујући и град Газу. 
Током поднеска Јужне Африке Међународном суду правде (ИЦЈ) да Израел чини геноцид над Палестинцима, председник МСП је цитирао Галанта због употребе израза "људске животиње" у односу на Палестинце. Галант је описао подношење Јужне Африке као антисемитско. 

### Кулану
У јануару 2015. Галант се придружио новој странци Кулану коју је предводио Моше Калон. Био је на другом месту на листи странке за изборе 2015. и изабран је у Кнесет пошто је странка освојила десет места. Касније је именован за министра грађевина у новој влади .

### Ликуд
Дана 31. децембра 2018, Галант је напустио функцију министра становања и грађевинарства да би се придружио Ликуду.  Дан касније именован је за министра Алије и интеграција .  Он је поднео оставку из Кнесета и заменио га је кандидат на листи Кулану, Фентахун Сејум 2. јануара 2019. 
Након формирања 35. владе Израела, Галант је именован за министра образовања .